# Pholeomyia nitidula
Pholeomyia nitidula is een vliegensoort uit de familie van de Milichiidae. De wetenschappelijke naam van de soort is voor het eerst geldig gepubliceerd in 1959 door Sabrosky.